# Fréchou-Fréchet
Fréchou-Fréchet (okzitanisch Lo Hrèisho e Lo Hreishet; 1801 noch mit der Schreibweise Frechon) ist eine französische Gemeinde mit 173 Einwohnern (Stand: 1. Januar 2022) im Département Hautes-Pyrénées in der Region Okzitanien (bis 2015 Midi-Pyrénées). Sie gehört zum Arrondissement Tarbes und zum Gemeindeverband Coteaux du Val d’Arros. Die Bewohner werden Fréchouais genannt.
Zwischen 1790 und 1794 wurde die Gemeinde durch Vereinigung beider Teilorte gegründet.

## Geografie

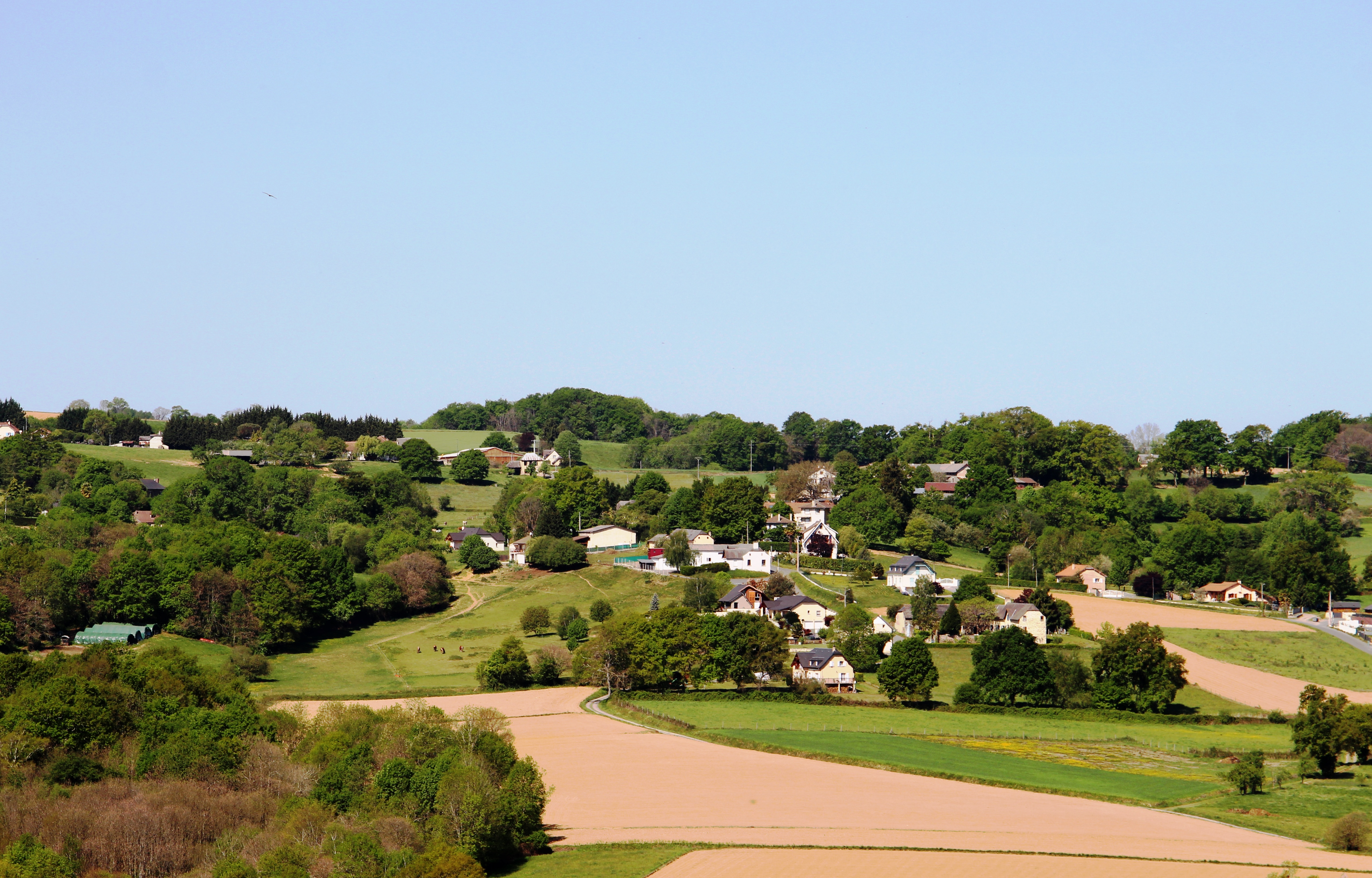
Blick auf Fréchou-Fréchet

Die Gemeinde Fréchou-Fréchet liegt im Norden der Landschaft Bigorre im Vorland der Pyrenäen, etwa zwölf Kilometer südöstlich der Départements-Hauptstadt Tarbes und 22 Kilometer ostnordöstlich von Lourdes. Das 2,97 km² umfassende Gemeindegebiet wird im Osten vom Fluss Arrêt-Darré begrenzt. Fréchou-Fréchet ist eine Streusiedlung, die sich auf einem nach Südwesten leicht ansteigenden Plateau befindet. Neben den zahlreichen Einzelhöfen zählen auch die Weiler Aoudet und Cap de Fréchou zur Gemeinde. Umgeben wird Fréchou-Fréchet von den Nachbargemeinden Mascaras im Norden, Oueilloux im Osten, Hitte im Süden, Barbazan-Dessus im Südwesten sowie Montignac im Westen.

## Ortsname
Die Namen der beiden Teilorte Fréchou und Fréchet erschienen erstmals im Jahr 1313 als De Freysho bzw. De Freysheeto.Über die lateinischen Namen De Fraxino / De Fraxineto (1326) entwickelten sie sich weiter zu Frexo / Frexiet (1429) zu den auf den Cassini-Karten des späten 18. Jahrhunderts verwendeten Namen Frechou und Frechet. Beide Namen kamen wohl aus dem Lateinischen fraxinus über das Gaskognische hereisho für Asche; im Fall von Fréchet mit der lateinischen Endung -etum für Esche.

## Bevölkerungsentwicklung
| Jahr      | 1962 | 1968 | 1975 | 1982 | 1990 | 1999 | 2006 | 2014 | 2021 |
| Einwohner | 95   | 92   | 85   | 88   | 99   | 88   | 115  | 160  | 172  |

Im Jahr 1793 wurde mit 270 Bewohnern die bisher höchste Einwohnerzahl ermittelt. Die Zahlen basieren auf den Daten von cassini.ehess und INSEE.

## Sehenswürdigkeiten
- Kirche Saint-Jean-l’Évangéliste (St. Johannes der Evangelist)
- Flurkreuz am Weg nach Mascaras
- Lavoir
- Gefallenendenkmal

|  |  |  |

## Wirtschaft und Infrastruktur

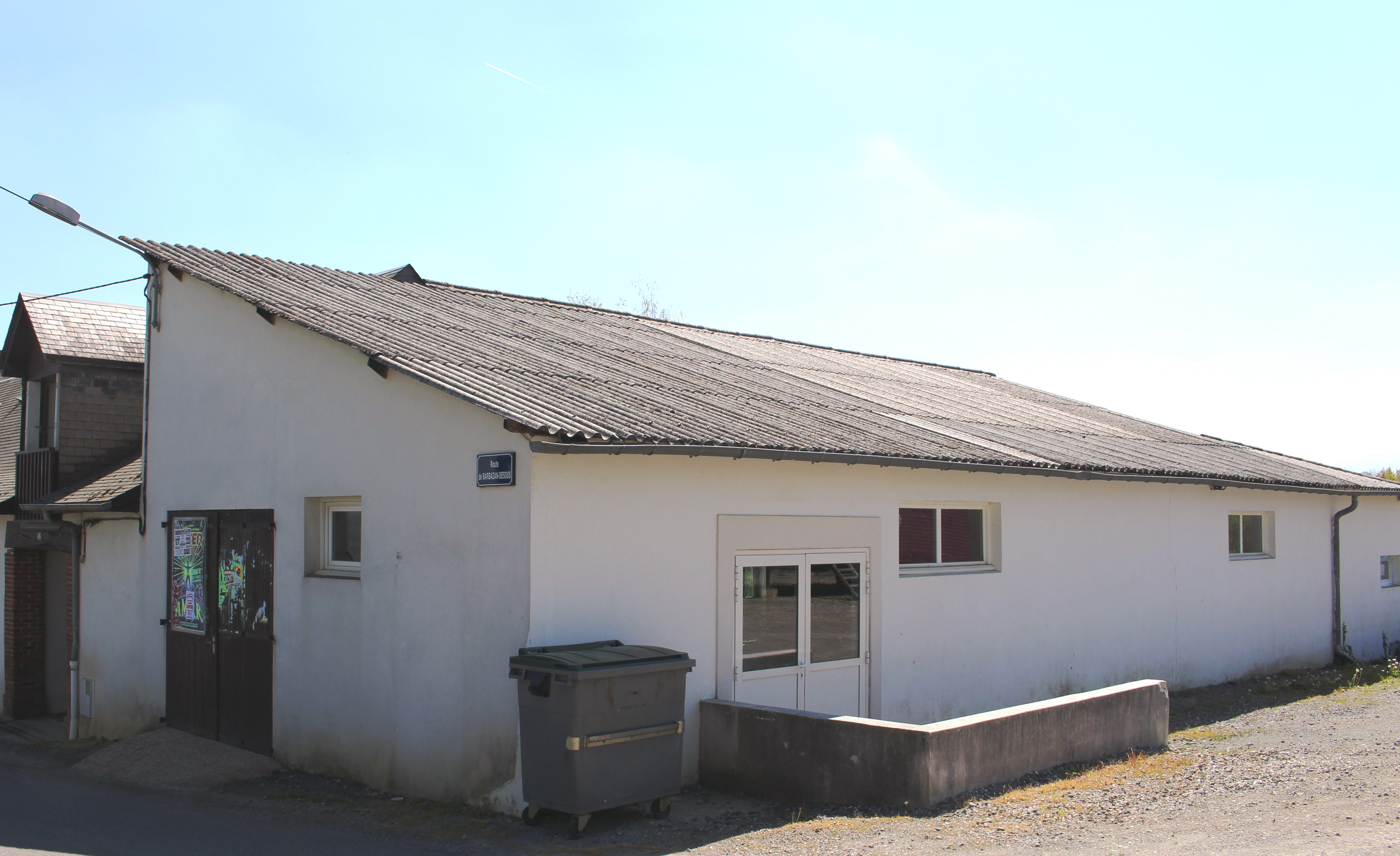
Gemeindefesthalle

Fréchou-Fréchet ist bäuerlich geprägt. In der Gemeinde sind zehn Landwirtschaftsbetriebe ansässig (Getreideanbau, Pferde- und Rinderzucht).
Die Gemeinde Fréchou-Fréchet ist verkehrstechnisch gut erschlossen. Durch den Osten der Gemeinde führt die Fernstraße D 5 von Rabastens-de-Bigorre nach Bagnères-de-Bigorre. In den jeweils zehn Kilometer entfernten Gemeinden Séméac und Tournay bestehen Anschlüsse an die Autoroute A 64. In Tournay befindet sich auch der nächstgelegene Bahnhof – an der Bahnstrecke Toulouse–Bayonne.

## Belege
1. ↑  Fréchou-Fréchet, auf cassini.ehess.fr
2. ↑  Frechet auf cassini.ehess.fr
3. ↑  Dictionnaire toponymique des communes des Hautes-Pyrénées von Michel Grosclaude und Jean-François Le Nail
4. ↑  Fréchou-Fréchet auf cassini.ehess
5. ↑  Fréchou-Fréchet auf INSEE
6. ↑  Landwirtschaftsbetriebe auf annuaire-mairie.fr (französisch)